# Champ de bataille de la Tête-des-Faux
Le champ de bataille de la Tête-des-Faux (Buchenkopf en allemand) est un monument historique situé à Lapoutroie et au Bonhomme, dans le département français du Haut-Rhin.

## Localisation
Il est situé près de l'étang du Devin à Lapoutroie et au Bonhomme.

## Historique
Au cours de la Grande Guerre, la Tête des Faux est notamment devenue célèbre en raison de l'attaque allemande lancée par le 14e bataillon de chasseurs à pied (de) au cours de la nuit de noël 1914 pour reconquérir le sommet,. Jusqu'à la fin de la guerre, l'ensemble du secteur est fortifié massivement. Une partie de ces vestiges est encore visible sur le site aujourd'hui.
Le champ de bataille fait l'objet d'un classement au titre des monuments historiques depuis 1932.